# Гвоздня (притока Нари)
Гвоздня (рос. Гвоздня) — мала річка у Наро-Фомінському районі Московської області РФ, довжина 11 км. Витік трохи західніше станції «Пожитково» Великого кільця Московської залізниці, гирло — річка Нара в межах міста Наро-Фомінськ.

## Назва
Назва походить від слова гвоздь («цвях»), оскільки вздовж русла були численні майстерні з виготовлення цвяхів. За іншою версією, назва походить від слова «гвозд», яке у в'ятичів означало ліс або гвазда — «бруд».

## Фауна
У верхній частині є численні ставки де водяться окунь, плотва, жерехи.